# Liga lekkoatletyczna sezon 2016
Liga lekkoatletyczna sezon 2016 – rozgrywki ligowe organizowane przez Polski Związek Lekkiej Atletyki, podzielone na klasy rozgrywkowe: ekstraklasę i I ligę. 
Zawody rozgrywane są w dwóch rzutach, wiosenne mityngi oraz jesienne zawody finałowe. 
O kolejności drużyn w rozgrywkach Ekstraklasy i I Ligi decyduje suma punktów za oba rzuty. W przypadku równej liczby punktów o lepszym miejscu decyduje większa liczba punktów uzyskanych w II rundzie, a w razie ich równości większa liczba zwycięstw lub lepszych kolejnych miejsc w II rzucie.
Po rozgrywkach roku 2016 z Ekstraklasy spadają zespoły sklasyfikowane na miejscach 15 i 16. Ich miejsca zajmują 2 zespoły najwyżej sklasyfikowane w I lidze.
Od sezonu 2015 w zawodach Ligi Lekkoatletycznej punktowane są zajęte miejsca, a nie wyniki. Punktacja jest analogiczna do tej stosowanej w Drużynowych Mistrzostwach Europy.
I rzut ekstraklasy zaplanowany jest w Białej Podlaskiej na 28 maja 2016r., II rzut 3 września 2016r. w Częstochowie.
W związku z wycofaniem się w poprzednim sezonie drużyn KU AZS Politechnika Opolska, AZS Łódź oraz AKS Chorzów, utrzymał się Piast Gliwice, a ligę zmniejszono do 14 zespołów.
Zmiana systemu rozgrywek

Od następnego sezonu władze PZPN zdecydowały o zmianie systemu rozgrywek lekkoatletycznej ekstraklasy i zastąpienie ich nową formą rozgrywek Drużynowych Mistrzostw Polski z przyznaniem tytuły Drużynowego Mistrza Polski.

## Ekstraklasa - zespoły
| Miejsce | Nazwa klubu                   | I rzut - pkt. | II rzut - pkt. | Ilość Punktów razem | Uwagi |
| ------- | ----------------------------- | ------------- | -------------- | ------------------- | ----- |
| 1       | KS AZS AWF Kraków             |               |                | 5596                |       |
| 2       | KS Podlasie Białystok         | 2106          | 3004           | 5110                |       |
| 3       | AZS UMCS Lublin               |               |                | 5027                |       |
| 4       | KS AZS AWF Biała Podlaska     |               |                | -                   |       |
| 5       | AZS-AWF Warszawa (m)          |               |                | -                   |       |
| 6       | KS Agros Zamość               |               |                | -                   |       |
| 7       | WKS Wawel Kraków              |               |                | 4168                |       |
| 8       | MKL Toruń                     |               |                | -                   |       |
| 9       | GKS Olimpia Grudziądz         |               |                | -                   |       |
| 10      | GKS Piast Gliwice             |               |                | -                   |       |
| 11      | KS Cracovia 1906 Kraków (b)   |               |                | -                   |       |
| 12      | MKS-MOS Płomień Sosnowiec (b) |               |                | -                   |       |
| 13      | CKS Budowlani Częstochowa (b) |               |                | -                   |       |
| 14      | CWKS Resovia Rzeszów (b)      |               |                | -                   |       |

| Opis tabeli ekstraklasy:               |
| -------------------------------------- |
| (m) - Mistrz z poprzedniego sezonu     |
| (b) - beniaminek                       |
| DNS - drużyna nieskwalifikowana        |
| mistrzostwo                            |
| spadek lub wycofanie klubu z rozgrywek |